# Agostino Steffani
Agostino Steffani (n. 25 iulie 1654, Castelfranco Veneto, Italia - d. 12 februarie 1728, Frankfurt am Main, Germania) a fost un compozitor, diplomat și episcop auxiliar italian.

## Lucrări

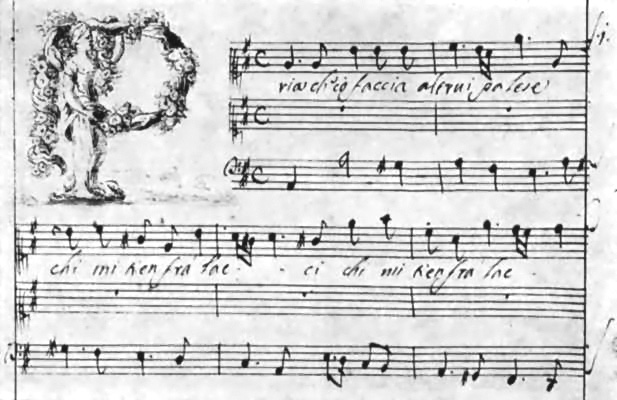
partitură-autograf a unui duet